# Titanoeca sharmai
Espèce
Synonymes
- Amaurobius sharmai Bastawade, 2008

Titanoeca sharmai est une espèce d'araignées aranéomorphes de la famille des Titanoecidae.

## Distribution
Cette espèce est endémique d'Himachal Pradesh en Inde,.

## Publication originale
- Bastawade, 2008 : Arachnida : Araneae. Fauna of Pin Valley National Park (Himachal Pradesh). Conservation area series, Zoological Survey of India, Kolkata, vol. 34, p. 1-147.